# Pillenreuth (Nürnberg)
Pillenreuth (fränkisch: Bilnraid) ist ein Gemeindeteil der kreisfreien Stadt Nürnberg in Mittelfranken. Er gehört zum statistischen Distrikt 491 Eibacher Forst (Königshof), der Teil des statistischen Bezirks 49 (Kornburg, Worzeldorf) ist.

## Lage
Pillenreuth liegt 7 Kilometer südlich des Stadtzentrums. In jeweils einem Kilometer Entfernung befinden sich westlich der Main-Donau-Kanal und östlich der Ludwig-Donau-Main-Kanal. Nördlich ist Pillenreuth von flachen Wäldern umgeben, die ausschließlich Kiefernmonokulturen des Nürnberger Reichswaldes sind. Südlich fließt der Eichenwaldgraben. Die Kreisstraße N 1 führt nach Weiherhaus (0,8 km südlich) bzw. zur Anschlussstelle 44 der Bundesautobahn 73 (2,1 km nordöstlich).

## Geschichte

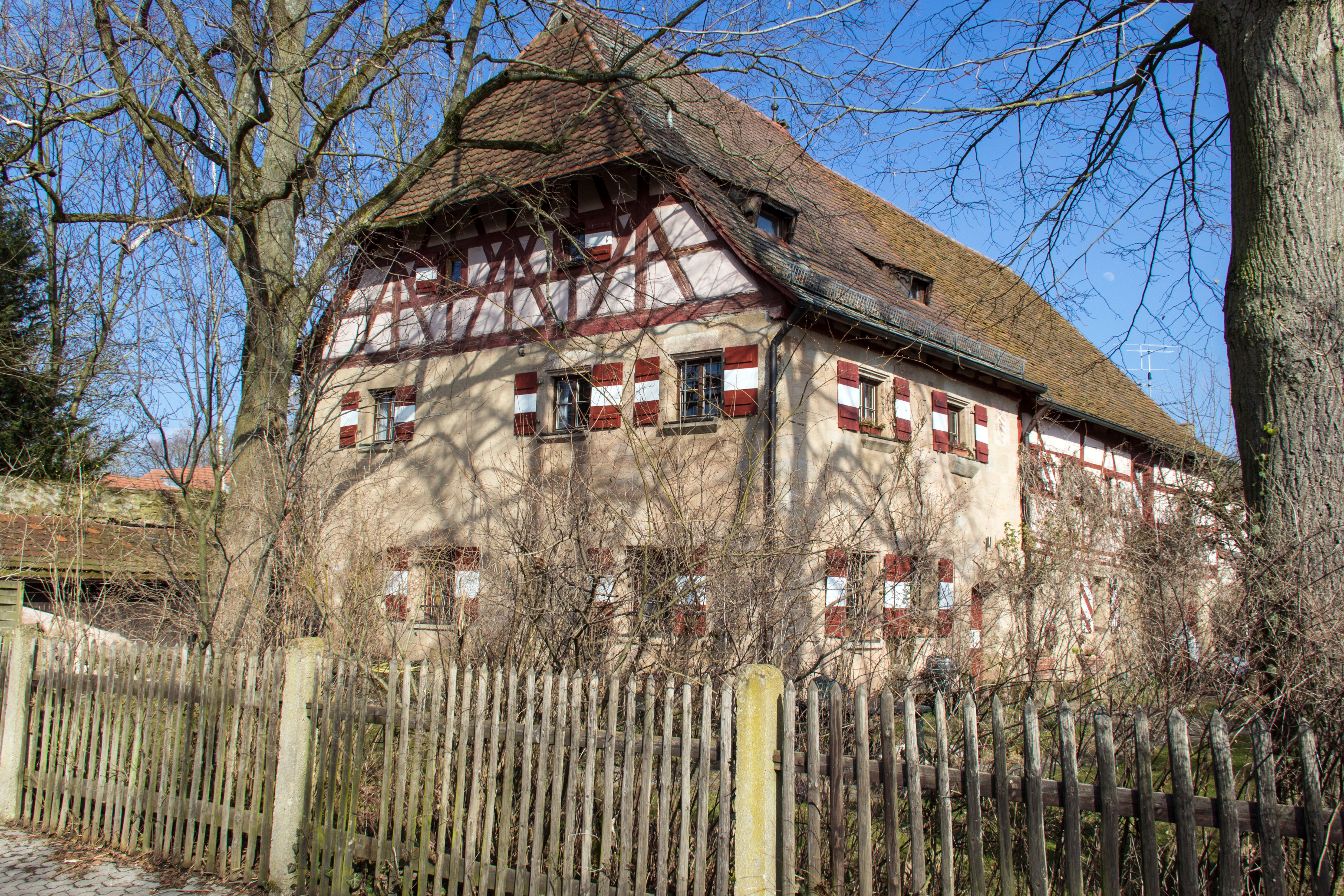
Das „Klösterle“

Der Ort wurde im Nürnberger Reichssalbüchlein, das um 1300 entstanden ist, als „Pillenreut“ erstmals erwähnt. Das auf einer Rodung am Eichenwaldgraben eingerichtete Zeidelgut gelangte im ersten Drittel des 14. Jahrhunderts an Konrad Groß, dem kaiserlichen Schultheiß zu Nürnberg. Anstelle der Zeidlerei wurde mit der Fischzucht begonnen. Mit der Gründung des Augustinerinnenklosters Pillenreuth im 1345 wurde dieses u. a. mit den Gütern in „Pillenriut“ ausgestattet. Das Bestimmungswort des Ortsnamens ist der Personenname Billo. 1591 fiel das gesamte Klostergut an die Reichsstadt Nürnberg, die 1592 den später in zwei Höfe geteilten Klosterbauernhof und 1664 auch das einstige Nonnenhaus verkaufte.
Gegen Ende des 18. Jahrhunderts bestand Pillenreuth aus zwei Anwesen und einem Herrenhaus. Das Hochgericht übte das brandenburg-ansbachische Richteramt Kornburg aus. Das nürnbergische Amt St. Klara und Pillenreuth war Grundherr der beiden Halbhöfe.
Von 1797 bis 1808 unterstand Pillenreuth dem Justiz- und Kammeramt Schwabach. 1806 kam der Ort an das Königreich Bayern. Im Rahmen des Gemeindeedikts wurde 1808 Pillenreuth dem Steuerdistrikt Worzeldorf und der 1818 gebildeten Ruralgemeinde Worzeldorf zugeordnet.
Erst 1863, als der Ludwigs-Kanal in Betrieb ging, setzte eine gewisse Belebung ein. Die Familie Meßthaler kaufte das aufgelassene Kloster und baute es zur Gastwirtschaft um. Die Gastwirtschaft Meßthaler zog in einen Neubau in Weiherhaus an der Durchgangsstraße um. Die Gebäude des historischen Ortskernes kamen daraufhin in andere Hände, die Gastwirtschaft Im Klösterle, das Gestüt, die Weiher und Teile der Befestigungsmauern blieben zwar erhalten, wurden aber in Bauboom der 1960er und 70er Jahre wenig denkmalschutzgerecht aus- und umgebaut.
Am 1. Juli 1972 wurde Pillenreuth im Zuge der Gebietsreform in Bayern nach Nürnberg eingemeindet. Pillenreuth entwickelte sich zu einem reinen Wohngebiet.
Anfang der 2010er Jahre lief das Geschäft der Gastwirtschaft nach hygienischen Beanstandungen und einem veränderten Konsumbewusstsein der Ausflügler und Anwohner nicht mehr rentabel. Eine traurige Popularität erlangte Pillenreuth, indem die Wirtin in der Absicht mit der Versicherungssumme wirtschaftlich wieder Fuß zu fassen, den Koch anstiftete, während des Betriebsurlaubes der Gaststätte eine Gasexplosion herbeizuführen, was ihm auch gelang. Die Wirtin wurde aufgrund dessen 2012 zu einer Haftstrafe von 61⁄2 Jahren verurteilt, der Koch wegen Beihilfe zu 21⁄2 Jahren. Auch der Reitstall wurde bei der Explosion in Mitleidenschaft gezogen. Die verbliebene historische Bausubstanz wurde bisher lediglich provisorisch gesichert und besteht derzeit nur mehr ruinös.

### Baudenkmäler
In Pillenreuth gibt es sechs Baudenkmäler:
- Zum Klösterle 1: Ehemalige Klostermauern
- Zum Klösterle 6: Ehemaliger Klosterbauernhof
- Zum Klösterle 6/14: Kirchenmauerreste
- Zum Klösterle 14: Ehemaliges Pröpstinnenhaus
- Zum Klösterle 16: Ehemaliges Austragshaus
- Zum Klösterle 18: Kleinhaus

### Einwohnerentwicklung
| Jahr      | 1818   | 1840   | 1861   | 1871   | 1885   | 1900   | 1925   | 1950   | 1961   | 1970   | 1987  |
| Einwohner | 25     | 33     | 33     | 42     | 37     | 47     | 40     | 81     | 79     | 61     | *1377 |
| Häuser    | 4      | 5      |        |        | 7      | 7      | 7      | 14     | 14     |        | *413  |
| Quelle    | [ 19 ] | [ 20 ] | [ 21 ] | [ 22 ] | [ 23 ] | [ 24 ] | [ 25 ] | [ 26 ] | [ 27 ] | [ 28 ] | [ 1 ] |

## Religion
Pillenreuth ist seit der Reformation evangelisch-lutherisch geprägt und war ursprünglich nach St. Nikolaus (Kornburg) gepfarrt, seit den 1970er Jahren ist die Pfarrei Worzeldorf zuständig. Die Katholiken sind nach Corpus Christi (Pillenreuth) gepfarrt.